# 嘎木乡
嘎木乡，是中华人民共和国西藏自治区那曲市索县下辖的一个乡镇级行政单位。

## 行政区划
嘎木乡下辖以下地区：
加岗村、翁昂村、博罗村、嘎木旺村、内西村和拉延村。